# 有了快感你就喊
《有了快感你就喊》，池莉的中篇小说，荣获第11届《小说月报》百花奖。
池莉的长篇小说有：《不谈爱情》、《太阳出世》、《烦恼人生》（人生三部曲）。

## 写作和出版
《有了快感你就喊》书名出自1970年代美国士兵参加越南战争，背包里的火柴盒上面写了这句话。

## 内容
父亲期待儿子卞容大长大后能够扬名立万，他的幼年，母爱缺失，父爱严厉，内心寂寞孤独，他把所有的痛苦都握在手心里，日久天长，手心里长了一个很大的疤，长大之后，他结婚了，但是他的妻子并不是他所爱的类型，妻子怀孕之后流产，他又失业，卞容大终于爆发了“阳刚之气”，他决心去西藏，寻求精神的救赎。

## 角色
- 卞师傅：卞容大的父亲，新华书店售货员。

- 卞容大：窝囊、压抑，终日希望阳刚之气爆发，当他失业之后，他去西藏，求追救赎。

- 黄新蕾：卞容大妻子，三次流产，最后不能生育。

## 主题和风格
《有了快感你就喊》，通过描写“卞容大”这个窝囊、压抑、被动接受的男人反映了中国大陆社会上千千万万与他类似的男人，这类型的男人从小就习惯沉默、习惯被动接受、循规蹈矩生活、侍奉父母、养妻子孩子，累、苦、痛都埋在内心。
这部中篇小说反映了城市里中年男人的生活。
池莉说：“‘快感’并不是猥亵之词，中国男人需要‘有了快感你就喊’的这种精神。”

## 改编作品
《有了快感你就喊》被改编成电视剧《幸福来了你就喊》，姜武出演卞容大。